# Сплитска лука
Градња луке у Сплиту одвијала се 1580—1592. године у оквиру пројекта Даниела Родригеза, португалског марана, средствима Млетачке републике. Циљ је поткопати конкурентну трговину Дубровачке републике с Османлијским царством и преусмјерити проток босанских роба умјесто луке Дубровник у луку Сплит, која је у то вријеме била под контролом Венеције. Резултат је дугосрочно уздизање Сплита и његова трансформација у један од најважнијих градова Далмације и Јадранског мора у цјелини.

## Историја и разлози за градња луке
Млетачка република, да би поткопала трговину у Дубровачкој републици, која је огромно порасла од Кипарског рата, навела је папу да докаже да су Дубровчани/Срби издали вјеру и склопили савез с Османлијама.
Изградња луке представља озбиљан ударац дубровачкој трговини, из које се никада не опоравља. Већ у првим годинама 17. века извоз из Сплита је једнак укупном извозу из Дубровника и дуж ријеке Неретве. Сплитски извоз је 1605. године чинио 12,6% укупне венецијанске трговине, а 1626. године 25%. Само између 1636. и 1638. преко сплитске луке прешло је преко 100.000 тона балканских роба.

## Османлијска политика
Турске власти активно промовишу ову трговину. И заиста, иако се Дубровник сматра вазалом Османлијског царства, у дворишту султана је било много несретних људи, незадовољних готово монополистичким положајем Дубровника у спољној трговини. Зато су, по наређењима из Цариграда, постављени путеви који су водили према Сплиту из Сарајева, Софије, Скопља, као и из подручја које уопће нису биле повезане са Сплитом. Дубровник је почео опадати на рачун Сплита након убиства Мехмед-паше Соколовића.
Важну улогу за ову осебујну револуцију у балканско-јадранској трговини Високе капије имају султанија Нурбану и султанија Сафије.

## Остали догађаји
За Дубровник, ситуација је била очигледна катастрофална, Сплит је победио на такмичењу - запријетио је да ће освојити скоро сав балкански извоз. Ривалство две луке трајало је неколико деценија. Зауставила ју је епидемија куге 1630. и потпуно се зауставила након Кандијског рата. Земљотрес у Дубровнику 1667. довршава дубровачку трговину, а за ере Ћуприлиће, република је блиједа копија њене прошлости. Да би Венецијанска република избјегла Дубровник, са Карловачки мир, Неум је подијелио дубровачке од венецијанске посједе.
Османлије нису фаворизовале Дубровник у 17. вијеку, јер градски трговци који имају канцеларије и у Русе и Варни извршавају католичку пропаганду у бугарским земљама, како би их довели до папа као ревних католика да уживају у покровитељству у трговини.

## Последице
За Сплит, напротив, реконструкција луке била је снажан потицај за оживљавање његове некадашње величанствености. Он више није изгубио своју вредност. Сплит је други највећи град у Хрватској од Загреба и највећег града у Далмацији. Данас је Сплит — једна од највећих лука Јадранског мора.
Као резултат ове револуције у јадранској трговини која се одиграла у 17. вијеку, у 18. вијеку Дубровачка република била је позната по својој егзотичној спољној политици /учешће османског страна у Руско-турском рату (1768—1774)/ и ексцентричним догађајима — република је прва држава која је признала независност. Сједињених Америчких Држава.